# Огре (станция)
О́гре (латыш. Ogre) — железнодорожная станция на железнодорожной линии Рига — Крустпилс, ранее являвшейся частью Риго-Орловской железной дороги. Расположена на территории города Огре — центра Огрского края Латвии. Расстояние от станции Огре до Рижского центрального вокзала составляет 34 км.

## История
Станция была построена в необжитой, в те времена, местности, в связи с постройкой, собственно, железнодорожной линии, официально открытой 25 сентября 1861 года. Название позаимствовала от реки Огре.
Первое здание вокзала было построено в 1859 году. Оно было одноэтажным, каменным и впоследствии неоднократно перестраивалось и расширялось.
В 1874 г. здесь уже есть посёлок под названием «Дачное место при станции Огер», и вскоре первоначального одноэтажного здания станции становится мало. В 1877 г. надстраивают второй этаж.
На втором перроне был установлен навес, опорами которого послужили рельсы, изготовленные в 1882—1883 годах.
В 1891 г. на станции оборудована дамская комната.
В 1904 году в большом зале станции установили православную икону и стали проводить богослужения для дачников «Огрской колонии».
Первая мировая война практически не затронула станцию Огре. В 1923 г. обновили товарную, а в 1926 г. — багажную хозпостройки. В 1925 г. на станции появилось электрическое освещение.
После того, как в 1928 г. открылся остановочный пункт «Огре II», станция до 1932 г. называлась — «Огре I».
В 1924 году станция обслужила 70 310 пассажиров, в 1930-м — 149 276, в 1940-м — 176 146.
В 1929 году начальник станции Антон Пуданс организовал строительство прямо напротив станции, рядом с водонапорной башней, гостиницы и ресторана «Эспланада» с магазинами на первом этаже здания.
В 1932 г. также построено ответвление железной дороги с колеёй 600 мм в сторону Лаубере, использовавшееся для вывоза леса. Первоначальное пассажирское здание разрушено в 1944 г. Отстроено заново в 1947 г по типовому проекту — похожие станции были также построены в Цесисе и Сигулде.
В 1959 году завершилась электрификация Рижского участка Прибалтийской железной дороги, и через Огре стали курсировать электрички, построенные на Рижском вагоностроительном заводе.
Последняя реконструкция станции была проведена в 1999—2001 годах, на неё было потрачено 237 тысяч латов.

## Описание
Имеет 3 электрифицированных пути и две платформы, соединённые пешеходным тоннелем.
На станции останавливаются все поезда, как пригородные, так и дальнего следования (кроме международных).